# Шакіра
Шакі́ра Ісабе́ль Меба́рак Ріпо́лл (ісп. Shakira Isabel Mebarak Ripoll; нар. 2 лютого 1977, Барранкілья, Колумбія) — колумбійська співачка, музикантка, авторка пісень і танцюристка з ліванським корінням. Широко знана як найуспішніша латиноамериканська артистка, що досягла успіху вже на початку 2000-х як на іспанськомовному, так і на англійськомовному музичних ринках. Ім‘я співачки в перекладі з арабської (араб. شاكِرة šākirt) означає «вдячна», а на хінді — «богиня світла». Народилась та виросла у Барранкільї. Почала виступати ще в школі, проявляючи інтерес до музики латиноамериканського та арабського напрямів та рок-н-роллу, а також здібності до танцю живота. Шакіра випустила свої перші студійні альбоми Magia і Peligro на початку 1990-х, але вони не досягли комерційного успіху; проте її популярність зросла в Латинській Америці з дебютним альбомом на головному лейблі «Pies Descalzos» (1996) та четвертим альбомом «Dónde Están los Ladrones?» (1998).
Шакіра увійшла на англомовний ринок з п‘ятим альбомом «Laundry Service» (2001). Його головний сингл «Whenever, Wherever» став найпродаванішим у 2002 році. Її успіх було підтверджено шостим та сьомим альбомами «Fijación Oral Vol. 1» та «Oral Fixation Vol. 2» (2005), з останнього вийшла найпродаваніша пісня XXI століття «Hips Don't Lie». Восьмий та дев‘ятий альбоми «She Wolf» (2009) і «Sale el Sol» (2010) отримали схвальні відгуки від критиків, але не були розкручені через напружені стосунки з лейблом Epic Records. Її офіційна пісня для Чемпіонату світу з футболу 2010 «Waka Waka (This Time for Africa)» стала найпродаванішою піснею Світового Кубка за всі часи. З більш ніж 3 мільярдами переглядів кліп на пісню є одним з найпопулярніших відео на YouTube, другим за популярністю є кліп на пісню «Chantaje» з 2.7 мільярдами переглядів. Станом на грудень 2022 року на YouTube канал Shakira підписані 39 мільйонів користувачів. З 2013 року Шакіра була суддею на американській версії «Голосу» у четвертому та шостому сезонах. Виходу її десятого альбому «Shakira» передував головний сингл «Can't Remember to Forget You».
Шакіра виграла велику кількість нагород, серед яких п‘ять MTV Video Music Awards, дві Греммі, вісім Латинських Греммі, сім Billboard Music Awards, двадцять вісім Billboard Latin Music Awards та номінацію на «Золотий глобус». У неї є зірка на «Алеї слави», і вона одна з найпродаваніших артистів усіх часів з продажами більш ніж 70 мільйонів альбомів (за іншими даними — більше 60 мільйонів записів) в усьому світі. Окрім роботи в музичній індустрії Шакіра задіяна у філантропії через благодійну діяльність та бенефіси, в особливості завдяки її фонду «Pies Descalzos Foundation», виступу на «Кліматичній ініціативі Клінтона» (CCI), проєкті колишнього американського президента Білла Клінтона, та запрошенню в Овальний Кабінет Президента Барака Обами у лютому 2010 року, щоб обговорити розвиток дітей раннього віку. Шакіра потрапила до списку Forbes як одна зі 100 наймогутніших жінок світу в 2013 і

## Дитинство
Народилася в сім'ї Вільяма Мебарака та Нідії дель Кармен. Батько — ліванець і мати — колумбійка дали їй ім'я, яке в перекладі з арабської означає «жінка, повна витонченості і благодаті». Дитинство Шакіри пройшло в рідному місті Барранкілья, в апартаментах Ель Лемонсіто, серед книг і запальних латиноамериканських ритмів. Її батько — власник ювелірного магазину на Сан Блас.
За деякий час Шакіра проявляє інтерес до музики та літератури. У три роки вона вже вміла читати і писати, а в чотири роки вже хотіла піти до школи, але негнучкість місцевих законів освіти не дозволила їй цього зробити. В 4 роки маленька Шакіра вже писала вірші. Батьки навіть спочатку гадали, що їхній дочці уготована доля поетеси, або художниці. Коли вона підросла, то залишилася під враженням від того, як її батько писав тексти на друкарській машині та попросила одну таку на Різдво. У неї з‘явилася машинка у сім років, і вона продовжила писати вірші, які пізніше легли в основу її пісень. Коли Шакірі було 2, старший зведений брат розбився на мотоциклі, і у вісім вона написала свою першу пісню «Tus gafas oscuras» («Твої темні окуляри»), присвятивши її батькові, що роками ходив у темних окулярах, аби приховати своє горе.
Коли Шакірі було чотири, батько взяв її до ресторану середземноморської кухні, де вона уперше почула про думбек, етнічний барабан, що використовувався в арабській музиці і під який зазвичай виконували танець живота. Вона почала танцювати на столі та зрозуміла, що хоче виступати на сцені. Їй сподобалося співати для однокласників та вчителів (і навіть черниць) у католицькій школі, проте у другому класі вона пішла зі шкільного хору через те, що її вібрато виявилося надто сильним. Учитель музики сказав, що вона виє «як козел». У школі вона познайомилася з танцюристкою белліденсу, яка давала їй уроки щоп‘ятниці в школі. «Так я виявила пристрастне бажання виступати на сцені», — сказала Шакіра. Аби Шакіра була вдячна за своє виховання, батько відвів її до місцевого парку, щоб показати, як живуть діти-сироти. Ця картина залишилася у її пам‘яті назавжди, і тоді вона сказала собі, що «колись допоможе цим дітям, як стане відомою артисткою».
У віці від 10 до 13 років Шакіру запрошували на різноманітні заходи в Барранкільї, чим вона заробила певне визнання у цій області. Це було як раз тоді, коли вона зустріла місцеву театральну продюсерку Моніку Арізу, яка була під враженням від неї та в результаті почала допомагати їй просуватися далі в кар‘єрі. Під час польоту з Барранкільї до Боготи Аріза переконала виконавчого продюсера Sony Colombia Чіро Варгаса прослухати Шакіру у фойє готелю. Вона завоювала велику повагу від Варгаса, який повернувся до офісу Sony та віддав касету артистичному директору. Однак останній не був дуже радий та подумав, що Шакіра є «пропащою справою». Це не зупинило Варгаса, він все ще був упевнений, що у Шакіри є талант, і провів прослуховування в Боготі. Він організував приїзд керівників Sony Colombia на прослуховування, аби здивувати їх виступом Шакіри. Вона виконала три пісні, і вони були достатньо вражені, щоб підписати з нею контракт.

## Кар'єра

### 1990—1994: початок
Дебютний альбом Шакіри «Magia» був записаний на Sony Music Colombia, коли їй було 13 років. Пісні — це збірник, що зроблені нею у 8 років, змішані з поп-рок баладами та диско піснями з електронним аккомпанементом, проте, він не був розкручений через відсутність єдності запису та виробництва. Альбом вийшов у червні 1991 року і ще з трьома синглами. Хоч його і добре прийняли на колумбійському радіо та він прославив юну Шакіру, альбом провалився комерційно з продажами 1,200 копій в усьому світі. Після слабкої появи «Magia», лейбл Шакіри переконав її повернутися до студії, аби випустити ще один запис. Попри малу відомість за межами рідної Колумбії, Шакіру запросили виступити на чилійському Фестивалі пісень у лютому 1993 року. Фестиваль надавав шанс латиноамериканським співакам виконати свої пісні, а переможця обирали жюрі. Шакіра виконала баладу «Eres» («Ти») та посіла третє місце. Один із суддів, що голосував за неї, це був 21-річний Рікі Мартін.
Другий студійний альбом «Peligro» вийшов у березні, але Шакірі не сподобався кінцевий результат, головним чином через незгоду з виробництвом. Альбом краще прийняли, ніж «Magia», хоч він теж провалився комерційно через відмову Шакіри розкручувати його. Потім вона вирішила взяти перерву, аби закінчити старшу школу. У тому ж році Шакіра знялася в головній ролі в серіалі «The Oasis», що оснований на реальних подіях після Трагедії Невадо-дель-Руїса у 1985 році. Відтоді альбоми були вилучені з продажу та вважалися не офіційними альбомами Шакіри, а скоріше промоальбомами. Вона незабаром пише пісню «¿Dónde Estás Corazón?» (що пізніше випущена на альбомі «Pies Descalzos») для збірника «Nuestro Rock» у 1995 році, який випущений ексклюзивно в Колумбії. Альбом Pies Descalzos приніс їй велику популярність в Латинскій Америці за рахунок хітів «Estoy Aquí,» «Pies Descalzos, Sueños Blancos» и «Dónde Estás Corazón.». Шакіра записала також три треки португальською «Estou Aqui», «Um pouco de amor», «Pés Descalços».

### 1995—2000: латиноамериканський прорив
Шакіра повернулася до запису музики під лейблом «Sony Music» разом з Columbia Records у 1995 році з Луїсом Ф. Очоа, використовуючи музичні течії багатьох країн та стиль Аланіс Моріссетт, який вплинув на два її наступних альбоми. Ці записи вийшли з третього за ліком та з головного лейбла дебютного альбому «Pies Descalzos». Запис альбому почався у лютому 1995 року після успіху синглу «¿Dónde Estás Corazón?». Sony дав Шакірі $100,000, щоб створити альбом, оскільки вони вважали, що він розпродасться не більш, ніж 100,000 копіями. З цього моменту Шакіра почала створювати власну музику, покращуючи вокал, і більш за все практикуючи творчий підхід до своєї музики. Під впливом американського альтернативного ринку та британських гуртів, як The Pretenders, пісні з альбому мелодичні, музично приголомшливі та витримані, з мудрими словами й електронним/акустичним змішуванням, яке, в сутності, змінило стереотип латиноамериканської музики з упевненим звучанням, яке до цього ніхто не створював.
Альбом «Pies Descalzos» вийшов у лютому 1996 року, він дебютував на першому рядку у восьми різних країнах. Однак, він досяг лише сто-вісімдесятого рядка в U.S. «Billboard» Hot 100, але п‘ятого в U.S. «Billboard» Top Latin Albums. З альбому вийшло шість хітів: «Estoy Aquí», що досяг у США другого рядка в латиноамериканському чарті, «¿Dónde Estás Corazón?», що досяг у США п‘ятого рядка в латиноамериканському чарті, «Un Poco de Amor» та «Se Quiere, Se Mata», що досягли шостого рядка в латиноамериканському чарті, «Pies Descalzos, Sueños Blancos», що досяг у США одинадцятого рядка в латиноамериканському чарті, «Antología», що досяг у США п‘ятнадцятого рядка в латиноамериканському чарті. У серпні 1996 року RIAA сертифікував альбом Платиновим.
У березні 1996 року Шакіра вирушила у свій перший міжнародний тур «Tour Pies Descalzos». Тур складався з 20 шоу та завершився у 1997 році. У тому ж році Шакіра здобула нагороду Billboard Latin Music Awards у категорії «Альбом Року» за «Pies Descalzos», «Відео Року» за «Estoy Aqui» та «Кращий новий виконавець». «Pies Descalzos» пізніше розійшовся п'ятьма мільйонами копій, це підштовхнуло до випуску альбому реміксів «The Remixes». До нього також увійшли португальські версії кількох добре відомих пісень, що були записані в результаті її успіху на бразильському ринку, де «Pies Descalzos» розійшовся приблизно мільйоном копій.
Її четвертий студійний альбом «Dónde Están los Ladrones?», який повністю продюсувала Шакіра (та Емільо Естефан-молодший — у якості виконавчого продюсера), вийшов у вересні 1998 року. Альбом був написаний після інциденту в аеропорті, де була вкрадена її валіза з текстами пісень; він став великим хітом після «Pies Descalzos». Альбом досяг піка на сто-тридцять-першому рядку в U.S. «Billboard 200» та тримався на вершині U.S. Latin Albums одинадцять тижнів. Він був проданий більше, ніж мільйоном копій (тільки у США було продано 1.5 мільйона), став одним з найпродаваніших іспанськомовних альбомів у США. Вийшло вісім синглів з альбому: «Ciega, Sordomuda», «Moscas en la Casa», «No Creo», який став першим її синглом, що потрапив до чарту U.S. Billboard Hot 100, «Inevitable», «Tú», «Si Te Vas», «Octavo día», «Ojos Así». За останні дві пісні Шакіра здобула нагороду «Латиноамериканську Греммі», а шість з восьми синглів потрапили до топ-40 латиноамериканських чартів США.
Шакіра також отримала свою першу номінацію на «Греммі» у 1999 році у категорії «Кращий Латиноамериканський Рок/Альтернативний Альбом». Перший концертний альбом Шакіри «MTV Unplugged» був записаний у Нью-Йорку 12 серпня 1999 року. Дуже розхвалений американськимм критиками, він став одним з найкращих виступів. Цей концертний альбом заробив «Греммі» у категорії «Кращий Латиноамериканський Поп-Альбом» у 2001 році та продажі більше за п‘ять мільйонів в усьому світі. У березні 2000 вона поїхала у свій тур «Anfibio Tour» на два місяця по Латинській Америці та США. У серпні 2000 року вона виграла MTV Music Video Award «Вибір Людей» — «улюблений міжнародний виконавець» за «Ojos Así». У вересні 2000 року Шакіра виконала пісню «Ojos Así» на інавгураційній церемонії Latin Grammy Awards де вона була номінована у п‘яти категоріях: «Альбом Року», «Кращий Поп Вокальний Альбом» за «MTV Unplugged», «Краще Жіноче Рок Вокальне Виконання» за «Octavo Día», «Краще Поп Вокальне Виконання» та «Краще Короткометражне Відео» за «Ojos Así». Шакіра виграла дві «Греммі».

### 2001—2004: перехід на англомовний ринок з «Laundry Service»
Після успіху «Dónde Están los Ladrones?» і «MTV Unplugged» Шакіра почала працювати над міжнародним альбомом. Вона працювала понад рік над новим матеріалом для альбому. «Whenever, Wherever» («Suerte» в іспанськомовних країнах) вийшов першим та головним синглом з першого англомовного альбому та п‘ятого студійного у період з серпня 2001 по лютий 2002 року. На пісню великою мірою вплинув жанр музики інків, разом з чаранго та флейтою Пана в інструментах. Вона досягла міжнародного успіху, досягнувши першої позиції в багатьох країнах. Той же успіх у неї був у США, досягнувши шостого рядка у Billboard Hot 100. У 2003 Шакіра написала пісню «Come Down Love» з Тімом Мітчеллом для голлівудського фільму «Пограбування по-італійськи (фільм)» з Шарліз Терон та Марком Волбергом у головних ролях, але пісня не війшла у саундтрек до фільму.

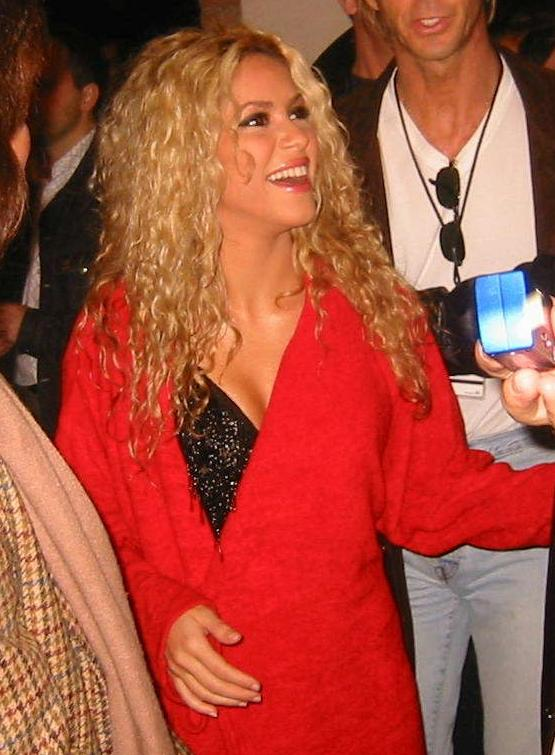
Шакіра перед її туром Tour of the Mongoose (2003)

П‘ятий студійний та перший англомовний альбом «Laundry Service» («Servicio de Lavaderia» у Латинській Америці й Іспанії) вийшов 13 листопада 2001 року. Альбом дебютував на третій позиції в U.S. Billboard 200 з продажами понад 200,000 записів першого тижня. Альбом пізніше був сертифікований тричі Платиновим по даним RIAA у червні 2004 року. Він допоміг Шакірі утвердитися на ринку Північної Америки. З альбому було випущено сім синглів: «Whenever, Wherever», «Underneath Your Clothes», «Objection (Tango)», «Te Aviso, Te Anuncio (Tango)», «The One», «Te Dejo Madrid», «Que Me Quedes Tú», «Poem To a Horse».
Рок та іспанський танцювальний альбом пішов врозріз з англомовним ринком, тим самим досягнувши досить помірного успіху серед критиків, деякі з них заявили, що у неї слабкі навички англійської, щоб писатм пісні для «Rolling Stones» і «вона звучить дурно» чи «магія Шакіри зникла у перекладі». Шакіру також розкритикували її латиноамериканські фанати за те, що вона покинула своє рок і фолк коріння на користь сучасної американської поп-музики. Попри цей факт, альбом став найпродаванішим у 2002 році з продажами у 20,000,000 копій в усьому світі і став найпопулярнішим альбомом за всю її кар‘єру станом на сьогодні. У той час Шакіра також випустила чотири пісні для Pepsi для просування на англомовному ринку: «Ask for More», «Pide Más», «Knock on My Door», «Pídeme el Sol».
У передачі MTV Icon з нагоди вибору Aerosmith у квітні 2002 року Шакіра виконала «Dude (Looks Like a Lady)». Вона також долучилася до таких зірок, як Шер, Вітні Х'юстон, Селін Діон, Мері Джей Блайдж, Анастейша, Dixie Chicks для концерту «VH1 Divas Live Las Vegas». У вересні вона здобула «MTV Video Music Awards» у категорії «Міжнародний вибір зірок» за «Whenever, Wherever». Вона також виграла Latin Grammy Award у категорії «Краще Короткометражне Музичне Відео» за іспанську версію пісні. У жовтні вона виграла п‘ять MTV Video Music Awards Latin America у категоріях «Краща Виконавиця», «Краща Поп Виконавиця», «Краща Виконавиця — Північ», «Відео Року» (за «Suerte»), «Виконавиця Року». У листопаді вона вирушила у Tour of the Mongoose з 61 шоу до травня 2003 року. Це був її перший всесвітній тур по Північній Америці, Південній Америці, Європі й Азії. Лейбл Шакіри Sony BMG випустив іспанськомовний збірник кращих хітів «Grandes Éxitos». DVD і концертний альбом з 10 треками «Live & Off the Record» вийшов у 2004 році з продажами 3 мільйони копій в усьому світі та на підтримку «Tour of the Mongoose».

### 2005—2007: «Fijación Oral, Vol. 1» та «Oral Fixation, Vol. 2»
Шостий альбом Шакіри «Fijación Oral Vol. 1» вийшов у червні 2005 року. Головний сингл з альбому «La Tortura» досяг топ-40 у Billboard Hot 100. У пісні взяв участь іспанський співах Алехандро Санс. Шакіра стала першою артисткою, що виконала іспанськомовну пісню на «MTV Video Music Awards» у 2005 році. Попри невеликі очікування, альбом був сприйнятий більш, ніж добре. Він стартував четвертим рядком у Billboard 200 з продажами 157,000 копій першого тижня. Він розійшовся понад 2 мільйонами копій у США, здобувши 11 раз Платиновий статус (у Латинський Америці) за даними RIAA. Завдяки продажам першого тижня, в альбому був найвищий дебют за всі часи для іспанськомовного альбому. Через день після релізу в Латинській Америці альбом отримав сертифікації. У Венесуелі він набув Платинової сертифікації, тричі Платинової у Колумбії, у той час як у Мексиці в альбому були такі високі продажі, що він став недоступний наступного дня після релізу. Альбом розійшовся понад мільйоном копій за перші три дні в усьому світі. З альбому були випущені ще 4 сингли: «No», «Día de Enero», «La Pared» та «Las de la Intuición», що досягли першого рядка у чартах всього світу. «Fijación Oral, Vol. 1» розійшовся понад 4 мільйонами копій в усьому світі.
8 лютого 2006 Шакіра виграла другу «Греммі» у категорії «Кращий Латиноамериканський Рок/Альтернативний Альбом» за «Fijación Oral, Vol. 1». Вона здобула чотири «Латиноамериканських Греммі» у листопаді 2006 року, вигравши у категоріях «Запис Року», «Пісня Року» за «La Tortura», «Альбом Року» та «Кращий Поп Вокальний Альбом» за «Fijación Oral, Vol. 1».

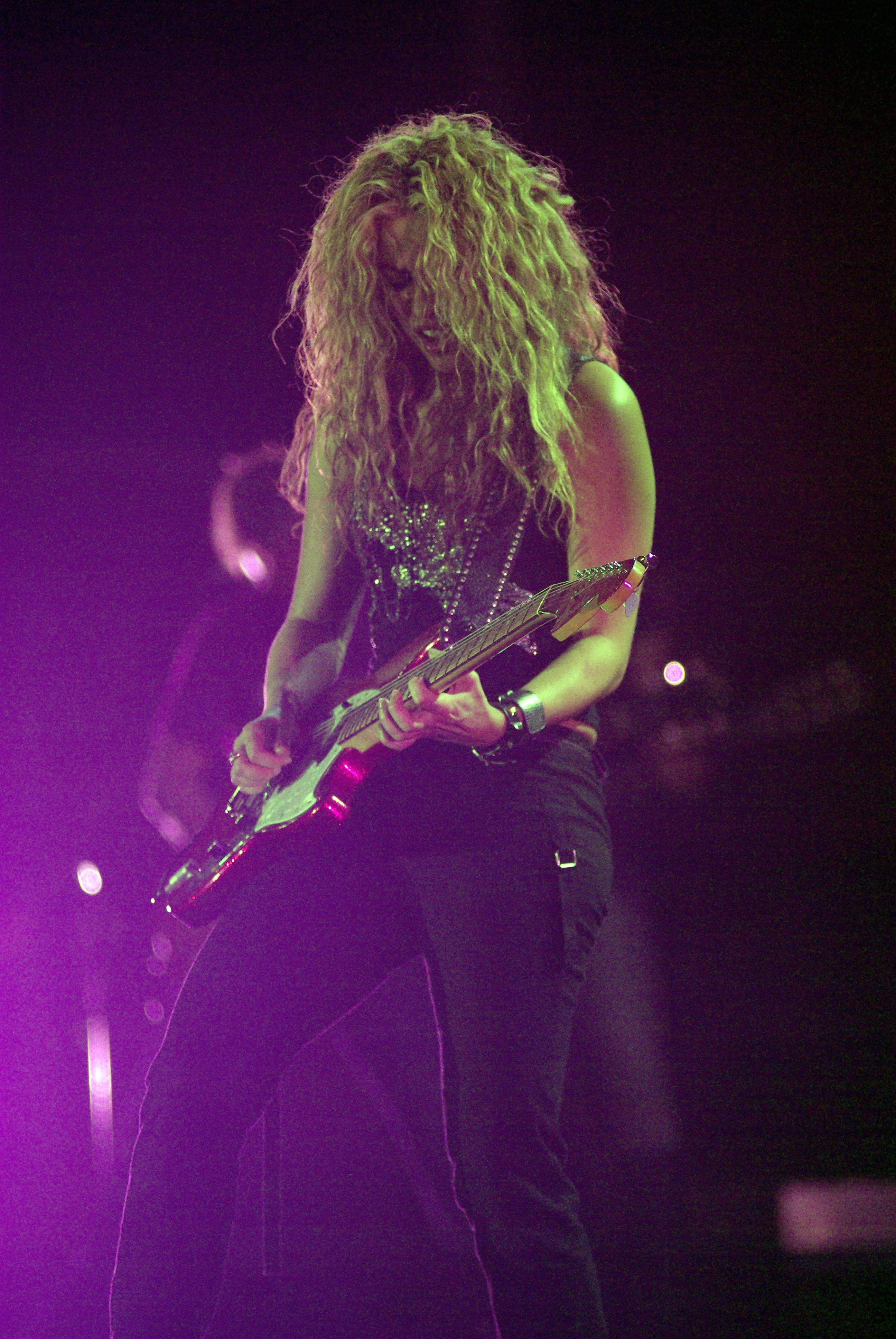
Шакіра на фестивалі Rock in Rio (2006)

Головний сингл для сьомого студійного альбому Шакіри, «Oral Fixation Vol. 2», «Don't Bother», провалився у чартах США, не досягнувши навіть топ-40 у Hot 100. Проте, він досяг топ-20 у багатьох країнах. Другий англомовний та сьомий студійний альбом «Oral Fixation, Vol. 2» вийшов 29 листопада 2005 року. Альбом дебютував п‘ятим рядком у Billboard 200 з продажами 128,000 копій першого тижня. Альбом розійшовся 1,8 мільйонами копій у США та понад 8 мільйонами копій в усьому світі.
Усупереч комерційному провалу головного синглу в США, з альбому вийшло ще два сингли. «Hips Don't Lie» за участі Вайклефа Жана вийшов другим синглом з альбому в лютому 2006 року. Пісня стала найпродаванішим синглом XXI століття і першим синглом Шакіри, що досяг першого рядка у Billboard Hot 100 та у більш, ніж 55 країнах. Шакіра та Вайклеф Жан також записали Бамбукову версію песні для офіційної теми Чемпіонату світу з футболу 2006. Пізніше Шакіра випустила і третій сингл «Illegal» за участі Карлоса Сантани у листопаді 2006 року. У червні 2006 вона вирушила в тур Oral Fixation Tour. Він тривав з червня 2006 року по липень 2007 року та складався зі 125 шоу. Одне шоу в Мехіко було безкоштовним, на нього прийшло понад 200,000 чоловік. Цей концерт побив усі рекорди по найчисленномішу перебуванні за всю мексиканську історію. У лютому 2007 року Шакіра виступила вперше на 49-й церемонії «Греммі» та отримала номінацію у категорії «Краще Спільне Вокальне Поп-Виконання» за «Hips Don't Lie» з Вайклефом Жаном.
Наприкінці 2006 року Шакіра та Алехандро Сана записали дует «Te lo Agradezco, Pero No», що з‘явився на альбомі співака «El Tren de los Momentos». Пісня була хітом топ-10 у Латинській Америці та розташувалася на верхівці Billboard Hot Latin Tracks. Шакіра також співпрацювала з Мігелем Бозе у дуеті «Si Tú No Vuelves», що вийшов на альбомі Бозе «Papito». На початку 2007 року Шакіра працювала з американською R&B співачкою Бейонсе для треку «Beautiful Liar», що вийшов другим синглом з ексклюзивного альбому Бейонсе «B'Day». У квітні 2007 року сингл перескочив з 94-ї на третю у Billboard Hot 100, поставивши рекорд як найбільший підйом нагору за всю історію чарту. Також він був на першій позиції в UK Singles Chart. Пісня отримала номінацію на «Греммі» у категорії «Краще Спільне Вокальне Поп-Виконання». Шакіра взяла участь у пісні Енні Леннокс «Sing» з альбому «Songs of Mass Destruction», у якому також взяли участь 23 інші співачки. Наприкінці 2007 року Шакіра та Вайклеф Жан записали другий дует «King and Queen». Пісня з‘явилася на альбомі Жана 2007 року «Carnival Vol. II: Memories of an Immigrant».
Шакіра написала слова та була співавторкою музики для двох нових пісень, які з‘явилися у фільмі «Кохання під час холери», що оснований на загальновідомому романі колумбійського письменника Габріеля Гарсія Маркеса. Гарсія Маркес особисто попросив Шакіру написати пісні. Пісні, які Шакіра створила для фільму були «Pienso en ti» з успішного альбому «Pies Descalzos», «Hay Amores» та «Despedida». Остання була номінована на «Кращу Оригінальну Пісню» на 65-му «Золотому Глобусі».

### 2008—2012: «She Wolf» і «Sale el Sol»

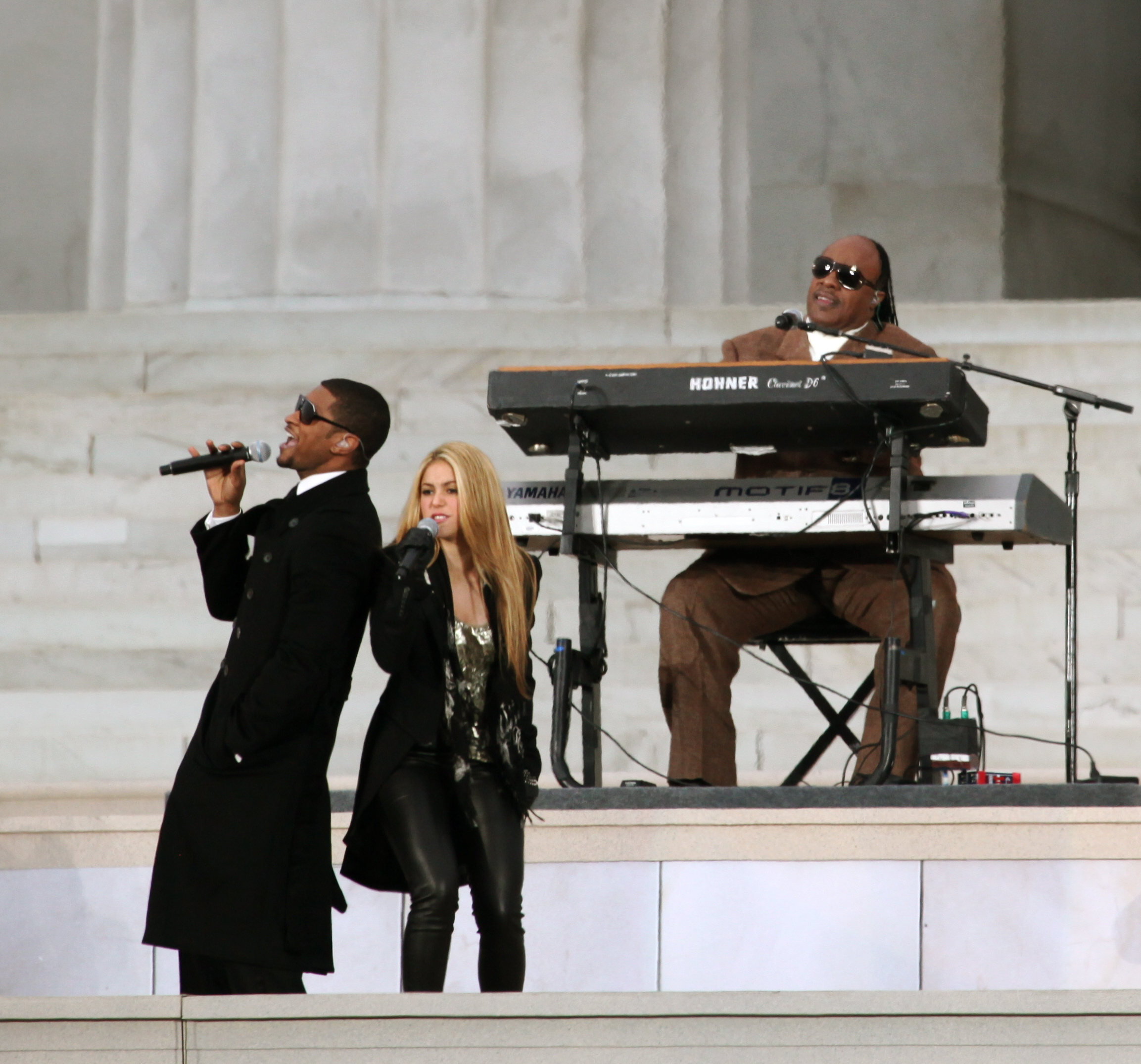
Шакіра виступає з Ашером і Стіві Вандером на We Are One: The Obama Inaugural Celebration at the Lincoln Memorial (2009).

На початку 2008 Forbes назвав Шакіру четвертою найвисокооплачуванішою артисткою в музичній індустрії. Пізніше у липні Шакіра підписала контракт на 300 мільйонів доларів з Live Nation, найбільшою міжнародною компанією з організації концертів, на десять років. Ця група також є лейблом запису, що розкручує, а не керує музикою артистів, які її записують. Контракт Шакіри з Epic Records повинен був поширитися на три альбоми: один англійською, один іспанською й один збірник, але при переході до компанії концерти й інші права Live Nation почали діяти негайно.
У січні 2009 року Шакіра виступила біля Меморіалу Лінкольну з «We Are One» на святі з нагоди інавгурації Президента Барака Обами. Вона виконала пісню «Higher Ground» зі Стіві Вандером та Ашером. У березні Шакіра з‘явилася на альбомі «Cantora 1» аргентинської фолк-співачки Мерседес Соси у пісні «La Maza», яку вони виконали на концерті ALAS у Буенос-Айресі у травні 2008 року.
«She Wolf», головний сингл з восьмого студійного альбому Шакіри, було оприлюднено 13 липня 2009 року. Шакіра написала та спродюсувала пісню з Джоном Хіллом і Семом Ендікоттом (соліст і автор пісень рок-гурту The Bravery). Іспанська версія «Loba» вийшла в той же день. «She Wolf» і «Loba» стали доступні у цифровому форматі наступного дня. Кліп на пісню з‘явився на MTV 30 липня 2009 року. У сингла був усесвітній успіх, він досягнув першого рядка в чартах Латинської Америки, другого в Німеччині, Ірландії, Італії, Естонії й Іспанії, третього у Швейцарії й Австрії, четвертого у Британії, Франції і Греції, п'ятого у Канаді та Бельгії, шостої у Фінляндії, дев'ятої у Японії, одинадцятої у США.
Альбом «She Wolf» вийшов глобально у жовтні 2009 року та 23 листопада 2009 року в США. Він отримав переважно позитивні відгуки від критиків, але розійшовся тільки 89,000 копіями першого тижня у США, отримавши 15-те місце у «Billboard» 200. У США було продано тільки 300,000 копій. Проте, в альбому був помірний успіх у світі, отримавши Золоту сертифікацію в Росії, Ірландії, Швейцарії, Польщі, Франції, Аргентині, Греції та Угорщині, Платинову — в Іспанії, Великій Британії та на Середньому Сході, двічі Платинову в Колумбії та Мексиці, і тричі Платинову в Тайвані. Станом на сьогодні, альбом розпроданий понад 2 мільйонами копій в усьому світі, що зробило його найменш успішним альбомом на сьогодення у контексті продажу.

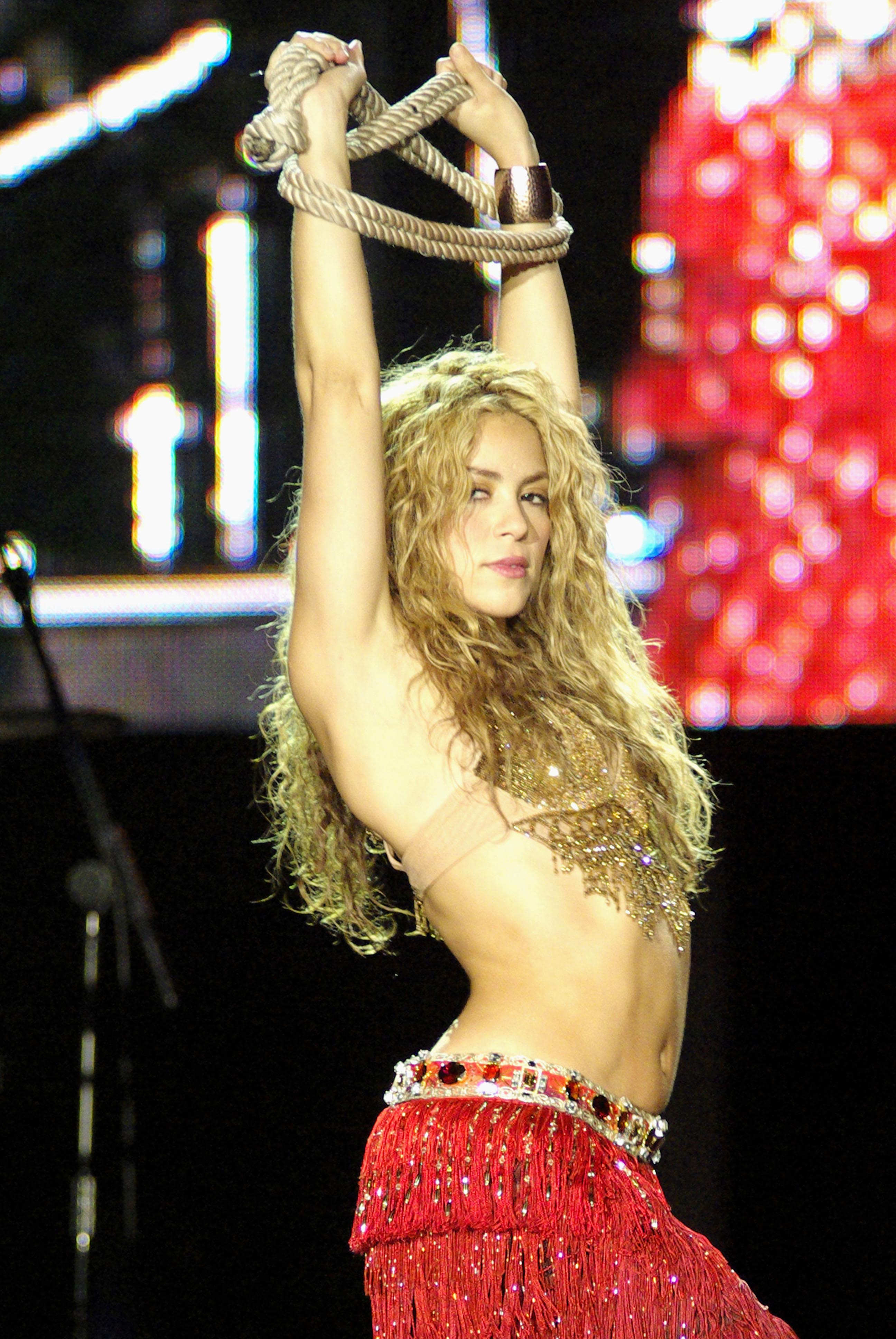
Шакіра на фестивалі Rock in Rio (2011)

Другий сингл з альбому «Did It Again» вийшов у жовтні 2009 року та повинен був вийти у США, але пізніше все скасувалося. Сингл досяг топ-40 у багатьох країнах світу. «Give It Up to Me» за участі Ліл Вейна вийшов другим синглом у США у листопаді 2009 року та досяг топ-40 у Канаді та США. Американський реліз відклали для того, щоб Шакіра записала пісню, яка повинна була з‘явитися на альбомі Тімбаленда «Timbaland Presents Shock Value II» за участі Шакіри. Однак вона вирішила записати її для свого альбому з репом Тімбаленда, але врешті-решт вибрала Flo Rida. Плани стосовно синглу знову змінилися, коли Ліл Вейн попросив участі у запису пісні, що пізніше і сталося. Третій і останній сингл «Gypsy» вийшов у лютому 2010 року та досяг топ-40 у Європі, але провалився, не ввійшовши навіть до топ-40 у США та Південній Америці, і отримавши середній успіх.
У травні Шакіра співпрацювала з південноафриканським гуртом Fleshlyground, аби створити офіційну пісню для Чемпіонату світу з футболу 2010 у Південній Африці. «Waka Waka (This Time for Africa)» була заснована на традиційній камерунській солдатській фанґовій пісні «Zangalewa». Сингл пізніше досяг топ-20 у Європі, Південній Америці та Африці та топ-40 у США. Шакіра виконала його на відкритті та закритті Світового Кубка. Це найпродаваніша пісня Світового Кубка за всі часи. У жовтні 2010 року Шакіра випустила дев‘ятий студійний альбом «Sale el Sol». Альбом дебютував сьомим рядком на «Billboard» 200 та очолив «Billboard» Top Latin Albums. Головний сингл «Loca» очолив чарти багатьох країн. Альбом розійшовся понад мільйоном копій в усьому світі за перші 6 тижнів і понад 4 мільйонами із дня випуску. У вересні Шакіра вирушила у The Sun Comes Out World Tour, на підтримку двох останніх альбомів. Тур проходив у країнах Північної Америки, Європи, Південної Америки, Азії й Африки та складався зі 107 шоу. У критиків були позитивні відгуки про тур, похваливши виступ Шакіри й енергію на сцені. 9 листопада 2011 року Шакіра удостоїлася честі здобути нагороду «Latin Recording Academy Person of the Year» і на тій церемонії заспівала кавер-версію пісні Джо Арройї «En Barranquilla Me Quedo» у Mandalay Bay Events Center у якості присвячення співаку, що помер того року. 2010 року Шакіра співпрацювала з репером Пітбулем у пісні «Get It Started», яка стала головним синглом з альбому Пітбуля «Global Warming». Сингл вийшов 28 червня 2012 року. Вона також підписала договір з Roc Nation для випуску її наступного альбому.

### 2013—2015: «Shakira» і «The Voice»
У листопаді 2011 Шакіра розповіла про її десятий студійний альбом: «Я вже почала писати новий матеріал. Я вже працюю в студії, де б я не була: у Барселоні чи Маямі. Я співпрацюю з різними продюсерами та діджеями, намагаючись насититися від цього, знайти нові способи натхнення і нову музичну мотивацію. Я турбуюсь про те, що мені необхідно повернутися до студії. Моє тіло потребує цього». Вона працювала з такими продюсерами, як Бенні Бланко, Tiësto, RedOne, Макс Мартін, Dr. Luke, LMFAO, Ейкон, Фернандо Гарібей, Sia, Естер Дін, Skrillex, The Runners, The-Dream, Трікі Стюарт, Ши Тейлор та Billboard.
Спочатку перший сингл повинен був називатися «Truth or Dare». Кліп зняли у Лісабоні 29 червня 2012 року. Однак через несподівану вагітність плани з випуску синглу та відео були відкладені.
17 вересня 2012 року було оголошено про те, що Шакіра та Ашер замінять Крістіну Агілеру та Cee Lo Green у четвертому сезоні американської версії шоу «The Voice» разом з Адамом Левіном і Блейком Шелтоном. Шакіра оголосила, що зосередиться на своєму альбомі восени та повернеться до шостого сезону в лютому 2014 року. 1 вересня 2013 року Шакіра поділилася новинами про альбом: «Дивовижний день у студії! 2 роки і я, нарешті, відчуваю, що ці пісні такі ж легкі, як і коли я одягнена у рвані джинси!».
Пітер Едж — один із керівників RCA Records — сказав журналу Billboard у жовтні 2013 року: «Є нова пісня від Шакіри, що стане знаменним синглом, ми плануємо закінчити з нею до кінця 2013». 23 листопада 2013 року Шакіра заявила, що закінчує писати пісні для свого нового альбому. У грудні 2013 було оголошено, що новий сингл Шакіри відклали до січня 2014 року, і що в пісні взяла участь Ріанна. 8 грудня 2013 року Шакіра написала у Твіттер: «Я зняла відео для мого першого синглу з режисером Джозефом Каном!». 6 січня 2014 року і Шакіра, і Ріанна твітнули, що новий сингл матиме назву «Can't Remember to Forget You» і буде випущений 13 січня 2014 року. Кліп має понад 1 мільярд переглядів на YouTube.
Десятий студійний альбом «Shakira» вийшов 25 березня 2014 року. Комерційно альбом дебютував під номером два на у чарті US Billboard 200 з продажами за перший тиждень у 85 000 примірників. Таким чином, альбом став найвищим рейтингом співачки в чарті, хоча він також досяг найнижчого показника продажів за перший тиждень (для англомовного альбому). 13 липня 2014 року Шакіра виконала «La La La (Brazil 2014)» з Карліньосом Брауном на церемонії закриття Чемпіонату світу з футболу 2014 на стадіоні «Маракана». Цей виступ став її третьою поспіль появою на Чемпіонаті світу з футболу.
Наприкінці 2014 року Шакіра заспівала дуетом з гуртом Maná. Пісня називається «Mi Verdad».

### 2016—2020: «El Dorado» і Супер Боул LIV
Шакіра знялася в ролі акторки озвучування в анімаційному фільмі Зоотрополіс 2016 року, озвучивши персонажа на ім'я Газель і заспівавши пісню під назвою «Try Everything». На початку 2016 року вона почала працювати над своїм одинадцятим студійним альбомом. У травні 2016 року вона співпрацювала з колумбійським співаком Карлосом Вівесом над треком «La Bicicleta», який отримав нагороду «Латинська Греммі» як Запис року та Пісня року. 28 жовтня 2016 року Шакіра випустила сингл «Chantaje» з колумбійським співаком Малумою. Станом на 15 липня 2024 року набрало понад 2,9 мільярда переглядів. 7 квітня 2017 року Шакіра випустила пісню «Me Enamoré» як другий офіційний сингл із її одинадцятого студійного альбому «El Dorado», який був випущений 26 травня 2017 року. Вона також випустила пісню «Perro Fiel» за участю Нікі Джема як рекламний сингл для альбому 25 травня 2017 року. Офіційний реліз третього синглу відбувся 15 вересня 2017 року.
У січні 2018 року Шакіра виграла свою третю нагороду «Греммі» за найкращий латиноамериканський поп-альбом «El Dorado», зробивши її єдиною латиноамериканською виконавицею, якій це вдалося. Потім вона випустила «Trap», четвертий сингл з альбому та її другу співпрацю з Малумою.
Було оголошено, що її світовий тур розпочнеться 8 листопада в Кельні, Німеччина. Але через проблеми, пов'язані з перенапруженням голосу співачки під час репетицій туру, дату було скасовано за день до початкового розкладу туру, і було оголошено, що він буде перенесений на пізнішу дату. 9 листопада з тієї ж причини вона також оголосила про перенесення на більш пізні дати шоу в Парижі, Антверпені та Амстердамі. 14 листопада Шакіра зробила оголошення у своїх соціальних мережах, у якому розповіла, що наприкінці жовтня під час останньої серії репетицій у неї стався крововилив у праву голосову зв'язку, і що тому їй потрібно деякий час відпочити, щоб відновитися. Це змусило перенести весь маршрут туру на 2018 рік. Шакіра повністю одужала від перенесеної кровотечі та відновила свій тур, виступаючи в Гамбурзі, Німеччина, 3 червня 2018 року. У тому ж місяці вона випустила третій сингл із Малумою під назвою «Clandestino». Європейська частина туру завершилася в Барселоні, Іспанія, 7 липня. Потім вона виступала в Азії, Північній та Латинській Америці. Того ж місяця Шакіра знялася в реміксі пісні Camilo та Педро Капо «Tutu». Світове турне співачки завершилося в Боготі, Колумбія, 3 листопада, і того ж дня «Nada» було випущено як п'ятий і останній сингл альбому. У листопаді 2019 року вона випустила свій п'ятий концертний альбом «Shakira in Concert: El Dorado World Tour». Forbes відніс її до списку найбільш високооплачуваних жінок у світі музики у 2019 році під номером 10. У січні 2020 року вона випустила «Me Gusta» у співпраці з Anuel AA.
У лютому 2020 року Шакіра та Дженніфер Лопес виступали на перерві шоу Super Bowl LIV. Перерву переглянули 103 мільйони людей. У грудні 2020 року вона записала сингл з Black Eyed Peas під назвою «Girl Like Me».

### 2021–дотепер: «Dancing with Myself» та «Las Mujeres Ya No Lloran»
16 липня 2021 року Шакіра випустила сингл під назвою «Don't Wait Up», її першу англомовну пісню після «Try Everything» (2016).
21 квітня 2022 року вона випустила пісню «Te Felicito» разом зі співаком Рав Алехандро як головний сингл свого майбутнього дванадцятого студійного альбому. У травні Академія Айворса у Сполученому Королівстві нагородила її спеціальною нагородою Ivor Novello Awards за написання пісень, яка відзначає її написання пісень англійською та іспанською мовами та відкриває шлях для латинських виконавців. Наприкінці того ж місяця на NBC відбулася прем'єра танцювального змагального шоу «Dancing with Myself», у якому Шакіра була виконавчою продюсеркою і суддею разом. Шоу було скасовано після одного сезону. У червні Шакіра та Black Eyed Peas випустили трек «Don't You Worry» з Девідом Геттою. У жовтні вона випустила «Monotonía», спільну роботу з Ozuna, як другий сингл зі свого майбутнього альбому. Наступного місяця Шакіра разом з Рав Алехандро була номінована на «Запис року» з піснею «Te Felicito» на 23-й щорічній церемонії Latin Grammy Awards.
11 січня 2023 року Шакіра випустила сингл «Shakira: Bzrp Music Sessions, Vol. 53», створений у співпраці з аргентинським ді-джеєм Bizarrap. Сингл посів перше місце в 16 країнах і досяг дев'ятого місця в Billboard Hot 100, позначивши п'яту десятку лідерів Шакіри в США та її першу десятку за понад 15 років, починаючи з «Beautiful  Liar» (2007). Вона стала першою жінкою в історії США, яка дебютувала з іспаномовним треком у першій десятці чарту. Пісня посіла друге місце в Billboard Global 200 та Global Excl. НАС. Дисс-трек, націлений на колишнього партнера Шакіри, іспанського футболіста Жерара Піке, досяг рекордного успіху на стрімінгових сервісах і мав вимірний культурний вплив.
24 лютого 2023 року був випущений сингл Karol G «TQG» з Шакірою. Він став шостим синглом топ-десять Шакіри, другим топ-десять 2023 року та найбільшим дебютним синглом у США під номером 7. Він побив рекорд Гіннеса за найбільший жіночий іспаномовний треком у чартах США. Пісня дебютувала на вершині Global 200, ставши першим номером один як для Шакіри, так і для Karol G. 11 травня Шакіра випустила «Acróstico» як п'ятий сингл зі свого майбутнього альбому. Друга версія пісні з вокалом її дітей Мілана та Саші була випущена за три дні. Наступного місяця Шакіра стала першою жінкою в історії, яка посіла першу трійку в чарті Latin Pop Airplay — з «TQG» на вершині та «Acróstico» та «Copa Vacía» під номерами два і три. У вересні вона випустила «El Jefe», спільну роботу з гуртом Fuerza Regida, як сьомий сингл свого майбутнього альбому.
На 24-й щорічній церемонії Латинської Греммі Шакіра отримала сім номінацій, у тому числі «Запис року» та «Пісня року». Вона стала першою виконавицею в історії нагородження, яка отримала три номінації на «Пісню року» за одну церемонію — за «Shakira: Bzrp Music Sessions, Vol. 53», «TQG» і «Acróstico». Співачка отримала нагороди «Пісня року» та «Найкраща поп-пісня» за «Vol. 53» і «Найкраще міське/ф'южн виконання» за «TQG».
Її дванадцятий студійний альбом «Las Mujeres Ya No Lloran» вийшов 22 березня 2024 року через Sony Music Latin. Альбом отримав загалом позитивні відгуки музичних критиків. Він дебютував під номером 13 у американському Billboard 200, продавши 34 000 одиниць альбому протягом першого тижня, дебютував на вершині гіт-парадів Top Latin Albums і Top Latin Pop Albums, зробивши Шакіру першою жінкою з альбомами номер один за чотири десятиліття в хіт-параді Billboard Latin Album. Після випуску він отримав семикратний платиновий статус.
«Puntería» з Cardi B посів перше місце в чарті Latin Airplay і очолював чарт Latin Pop Airplay протягом восьми тижнів. «(Entre Paréntesis)» з гуртом Grupo Frontera був випущений як дев'ятий і останній сингл з альбому. Пісня досягла вершини гіт-парадів Latin Airplay та Regional Mexican Airplay, підвищивши рекорд Шакіри як жінки з найбільшою кількістю лідерів у першому гіт-параді. На честь випуску альбому Шакіра провела безкоштовний концерт 26 березня на Таймс-сквер, про який було оголошено за кілька годин до його початку. У квітні вона приєдналася до Bizarrap на сцені як несподіваний гість під час його виступу на Coachella 2024, щоб виконати їхні спільні композиції «La Fuerte» та «Shakira: Bzrp Music Sessions, Vol. 53». Під час його виступу вона оголосила про свій перший за шість років світовий тур. Перший етап розпочнеться 2 листопада 2024 року в Таузенд Палмс, Каліфорнія, і завершиться 21 грудня в Лос-Анджелесі.

## Акторська кар'єра
Шакіра знялася в колумбійському телесеріалі 1994 р. «Оаза» (ісп. El Oasis) в ролі Луїси-Марії.

## Шакіра в Україні
8 жовтня 2011 Шакіра виступала під час відкриття НСК «Олімпійського» після реконструкції. Виступ співачки тривав близько 50 хвилин, протягом якого вона виконала наступні пісні: «Why Wait», «Te Dejo Madrid», «Whenever, Wherever», «La Tortura», «Loca», «She Wolf», «Ojos Así» (під час цієї композиції Шакіра виконала танець живота), «Hips Don't Lie», «Waka Waka (This Time for Africa)». Під час третьої композиції співачка запросила на сцену шістьох дівчат, яких декілька хвилин навчала танцювальним рухам, які зазвичай виконує сама.

## Особисте життя
У 2000 Шакіра почала зустрічатися з Антоніо де ла Руа, сином тогочасного президента Аргентини Фернандо де ла Руа. У березні 2001 Антоніо запропонував їй шлюб, який планували взяти у вересні 2007. Але в одному з інтерв'ю у вересні того ж року Шакіра спростувала інформацію про своє весілля як недостовірний факт. На початку січня 2010 співачка офіційно оголосила про розрив відносин з де ла Руа.
У 2010 під час виступів на зніманні відеокліпу на пісню «Waka Waka (This time for Africa)», яка стала офіційним гімном Чемпіонату світу з футболу 2010, співачка познайомилася з футболістом іспанської «Барселони» Жерардом Піке. У лютому 2011 Шакіра підтвердила, що зустрічається з Піке. У червні того ж року після того, як Шакіра скасувала кілька концертів в Іспанії, пішли чутки про вагітність співачки, які вона не коментувала. На початку жовтня 2011 в пресі з'явились чутки про те, що пара розійшлась, але підтвердження з боку співачки чи спростування не було. У вересні 2012 Шакіра повідомила, що вагітна. 22 січня 2013 у Барселоні співачка народила сина Мілана Піке Мебарака. 29 січня 2015 року Шакіра народила другого сина Сашу.
На початку червня 2022 року Шакіра офіційно повідомила про припинення стосунків із Піке через його численні подружні зради. Шакіра випустила пісню, де звинуватила його в нарцисизмі, а також уклала контракт з музичною платформою - титульним спонсором "Барселони", за яку грає Піке. Тепер на футболці спортсмена буде написане ім'я співачки. Шакіра збирається судитися із Піке щодо опіки над дітьми.

## Проблеми зі здоров'ям
У  лютому  2025 року співачку перед концертом у  Перу госпіталізували до лікарні.

## Благодійна діяльність
У 1997 Шакіра заснувала благодійну організацію Fundación Pies Descalzos (дослівно «Фонд Босих Ніг»), основний напрямок діяльності якої — збирання коштів для фінансування шкіл для дітей з малозабезпечених сімей в Колумбії та інших країн Латинської Америки. Шакіра також є наймолодшим за віком послом доброї волі ЮНЕСКО.
Міжнародна організація праці (агентство ООН з питань зайнятості) нагородило Шакіру медаллю за багаторічну допомогу латиноамериканським дітям з бідних родин. Церемонія нагородження відбулась 3 березня 2010 у Женеві (Швейцарія).

## Цікаві факти
- Іноді Шакіра виступає на сцені босоніж і скрізь, крім важливих зустрічей, теж з'являється босоніж[131].

- Шакіра — перша дитина матері і 8-а дитина батька.
- У грудні 2023 року в рідному місті Шакіри Барранкілья відкрили монумент заввишки 6,5 метрів присвячений співачці. Статую Шакіри створив місцевий митець Іно Маркес, який відтворив співачку з її образу з кліпу Hips Don't Lie 2005 року[132].

## Нагороди та номінації
З 1990 р., коли Шакіра почала кар'єру, вона продала 50 мільйонів альбомів. Із 262 номінацій виграла 204 нагороди, серед яких два Ґреммі та сім Латиноамериканських Ґреммі.

## Дискографія

### Студійні альбоми
- 1991: Magia
- 1993: Peligro
- 1996: Pies Descalzos
- 1998: Donde Estan Los Ladrones?
- 2001: Laundry Service
- 2005: Fijación Oral Vol. 1
- 2005: Oral Fixation Vol. 2
- 2006: Oral Fixation Vol. 2 Re-Release
- 2009: She Wolf
- 2010: Sale el Sol
- 2014: Shakira
- 2017: El Dorado
- 2024: Las Mujeres Ya No Lloran

### Концертні альбоми
- 2000: MTV Unplugged
- 2004: Live & Off the Record (En Vivo Y En Privado (Live And In Private)
- 2007: Oral Fixation Tour: Live from Miami
- 2009: She Wolf

### Збірки
- 1997: The Remixes
- 2002: Laundry Service: Washed & Dried
- 2002: Grandes Éxitos (Greatest Hits)
- 2006: Oral Fixation Volumes 1 & 2 (De-Luxe Edition)

## Відеографія
У Шакіри тридцять дев'ять відеокліпів, два відео-альбоми та шість фільмографій.

## Вшанування
27 грудня 2023 року у місті Барранкілья (Колумбія), звідки родом Шакіра, співачці встановили пам'ятник. Образом для статуї слугував кліп «Hips Don't Lie». На відкритті пам'ятника були присутні її батьки та міський голова Барранкільї.